# أليسون هنتر
أليسون هنتر (بالإنجليزية: Alyson Hunter)‏ هي مصورة نيوزيلندية، ولدت في 1948 في أوكلاند في نيوزيلندا.